# Уалаюе
Уалаюе (ісп. Hualaihué) — комуна в Чилі. Адміністративний центр комуни - селище Ріо-Негро. Населення — 2406 осіб (2002). Селище і комуна входить до складу провінції Палена і регіону Лос-Лагос.
Територія комуни — 2787,7 км². Чисельність населення - 8459 мешканців (2007). Щільність населення - 3,03 чол./км².

## Розташування
Селище Ріо-Негро розташоване за 64 км на південний схід від адміністративного центру  регіону міста Пуерто-Монт та за 100 км на північ від адміністративного центру провінції міста Чайтен.
Комуна межує:
- на північному сході - з комуною Кочамо
- на сході — з провінцією Ріо-Негро (Аргентина)
- на півдні - з комуною Чайтен

На заході комуни розташована затока Анкуд.

## Демографія
Згідно з даними, зібраними під час перепису Національним інститутом статистики, населення комуни становить 8459 осіб, з яких 4474 чоловіки та 3985 жінок.
Населення комуни становить 1,06% від загальної чисельності населення регіону Лос-Лагос. 57,06% відноситься до сільського населення і 42,94% - міське населення.